# Cyclopia aurescens
Cyclopia aurescens là một loài thực vật có hoa trong họ Đậu. Loài này được Kies miêu tả khoa học đầu tiên.